# Przyspieszenie Fermiego
Przyspieszenie Fermiego – proces fizyczny, w którym naładowane elektrycznie cząstki ulegają przyspieszeniu w zwierciadle magnetycznym. Proces ten odgrywa dużą rolę w zjawiskach kosmicznych takich jak pozostałości po supernowych, dżety oraz rozbłyski w koronie słonecznej.
Wyróżniane są dwa rodzaje procesów Fermiego: proces pierwszego rzędu oraz proces drugiego rzędu.
W procesie pierwszego rzędu, cząstka poruszająca się w poprzek fali uderzeniowej napotyka na niejednorodności pola magnetycznego i odbija się od nich jak od lustra. Takie wielokrotne odbicia powodują znaczny wzrost energii cząstki. W rezultacie, widmo energetyczne cząstek uzyskuje formę potęgową. Jeśli fala jest nierelatywistyczna, to indeks widmowy nie zależy od prędkości fali uderzeniowej. Aby proces ten mógł zachodzić, wymagana jest znaczna początkowa energia cząstek, większa od energii termicznej, tak aby mogły one przechodzić przez falę uderzeniową.
W procesie drugiego rzędu, cząstki uzyskują energię wskutek odbicia od poruszających się w przypadkowych kierunkach namagnetyzowanych obłoków („luster”). Jak pokazał Fermi, prawdopodobieństwo zderzenia się z „lustrem” poruszającym się w kierunku cząstki jest większe niż dla „lustra” uciekającego. W związku z tym, możliwe jest uzyskiwanie znacznych energii. Proces ten może wyjaśniać pochodzenie wysokoenergetycznych promieni kosmicznych.